# Свети Себастиан (Матия Прети)
„Свети Себастиан“ (на италиански: San Sebastiano) е картина на италианския художник Матия Прети от 1657 г. Картината (240 х 169 см) е изложена в Зала 102 на Национален музей „Каподимонте“ в Неапол. Използваната техника е маслени бои върху платно.

## История
Платното, нарисувано през първия престой на Матия Прети в Неапол, е поръчано от името на монахините за църквата „Сан Себастиан“ в Неапол. Поради критиките и силния натиск от страна на неаполитанските художници картината е извадена от мястото ѝ и преместена в частен параклис на благородническо семейство в църквата „Санта Мария дей Сете Долори“, където остава до 1974 г. Това е годината, в която картината е изложена в Музей „Каподимонте“.

## Описание
В картината се забелязва силното влияние на Микеланджело да Караваджо. Изобразен е Свети Себастиан, разсъблечен и привързан към две греди, а доспехите му са разпръснати по земята. По стрелите, забити в тялото му, можем да съдим, че светецът е изобразен след издадената му от Диоклециан смъртна присъда.
Този шедьовър с изолирана фигура е характерен с представянето на изображението отдолу нагоре. В картината се забелязва силното влияние на Микеланджело да Караваджо с характерната за Караваджистите умело използване на светлина и сенки, които придават на героя абсолютно реалистичен вид. Доста особено изобразено е парчето плат, с което са покрити предните части на светеца, наподобяващо на издялано парче от статуя на Джовани Лоренцо Бернини.